# Бордман (град, Орегон)
Бордман (на английски: Boardman) е град в окръг Мороу, щата Орегон, САЩ. Бордман е с население от 3310 жители (2007) и обща площ от 10,2 km². Намира се на 90,83 m надморска височина. ЗИП кодът му е 97818, а телефонният му код е 541.